# Тотожності Галлаї
Тото́жності Галлаї в теорії графів — це співвідношення між чисельними характеристиками довільного графа {\displaystyle G}: числом незалежності {\displaystyle \alpha (G)}, числом вершинного покриття {\displaystyle \tau (G)}, числом парування {\displaystyle \nu (G)} і числом реберного покриття {\displaystyle \rho (G)}.
Тотожності 1959 року опублікував угорський математик Тібор Галлаї. Сам Галлаї стверджував, що отримав ці результати ще 1932 року, при цьому вважаючи, що Кеніг у той час про них вже знав.

## Перша тотожність Галлаї
У будь-якому графі {\displaystyle G=(V,E)} виконується співвідношення {\displaystyle \alpha (G)+\tau (G)=|V|}.

### Доведення
Нехай {\displaystyle T} — найменше вершинне покриття в графі {\displaystyle G}. Розглянемо множину вершин {\displaystyle V\setminus T}. Оскільки будь-яке ребро {\displaystyle e\in E} інцидентне хоча б одній вершині з множини {\displaystyle T}, жодне ребро не з'єднує двох вершин із множини {\displaystyle V\setminus T}. Отже, {\displaystyle V\setminus T} є незалежною множиною вершин у графі {\displaystyle G}, і її розмір {\displaystyle |V|-\tau (G)} не перевищує розміру найбільшої незалежної множини вершин, тобто, {\displaystyle \alpha (G)}.
Розглянувши найбільшу незалежну множину вершин у графі {\displaystyle G} і виконавши таке ж міркування у зворотний бік, отримаємо нерівність {\displaystyle |V|-\alpha (G)\geq \tau (G)}, що в сукупності з першою нерівністю дає {\displaystyle \alpha (G)+\tau (G)=|V|}.

## Друга тотожність Галлаї
У будь-якому графі {\displaystyle G=(V,E)}, що не містить ізольованих вершин (тобто вершин зі степенем 0), виконується співвідношення {\displaystyle \nu (G)+\rho (G)=|V|}.
Примітка:
Якщо у графі є хоч одна ізольована вершина, то реберного покриття не існує, отже, число реберного покриття {\displaystyle \rho (G)} не визначене.

### Доведення
Розглянемо найменше реберне покриття {\displaystyle R} у графі {\displaystyle G}. Якби {\displaystyle R} містило цикл, то можна було б видалити одне з ребер циклу, отримавши реберне покриття розміру на одиницю менше. Отож, {\displaystyle R} утворює ліс на множині вершин {\displaystyle V}, і виконується рівність {\displaystyle |V|-|R|=K}, де {\displaystyle K} — кількість компонент зв'язності в цьому лісі. Взявши з кожної компоненти зв'язності по одному ребру, отримаємо парування в графі {\displaystyle G} розміру {\displaystyle |V|-\rho (G)}. Отже, розмір найбільшого парування {\displaystyle \nu (G)\geq |V|-\rho (G)}.
Далі, розглянемо найбільше парування {\displaystyle N} у графі {\displaystyle G}. Воно насичує {\displaystyle 2\cdot \nu (G)} вершин графа {\displaystyle G}, отже, {\displaystyle |V|-2\cdot \nu (G)} вершин залишаються ненасиченими. Візьмемо для кожної з ненасичених вершин графа по одному ребру, позначимо множину таких ребер {\displaystyle N_{1}}. Якщо хоча б одне ребро з {\displaystyle N_{1}} з'єднувало б відразу дві ненасичені вершини, це ребро можна було б додати до парування {\displaystyle N}, що неможливо, оскільки це найбільше парування. Отже, у множині {\displaystyle N_{1}} рівно {\displaystyle |V|-2\cdot \nu (G)} ребер. Множина {\displaystyle N\cup N_{1}} є реберним покриттям у графі {\displaystyle G}, отже, її розмір {\displaystyle |V|-\nu (G)} не менший від розміру найменшого реберного покриття {\displaystyle \rho (G)}.
Об'єднавши нерівності {\displaystyle \nu (G)\geq |V|-\rho (G)} і {\displaystyle |V|-\nu (G)\geq \rho (G)}, отримаємо шукану тотожність {\displaystyle \nu (G)+\rho (G)=|V|}.